# 涼暮皐
涼暮 皐（すずくれ こう）は日本のライトノベル作家。
2015年、「小説家になろう」にて連載していた『セブンスターズの印刻使い』が書籍化し、デビューした。

## 作品リスト

### ライトノベル
- セブンスターズの印刻使い（2015年 - 2016年、HJ文庫、全3巻）- イラスト：四季童子
- オカルトギア・オーバードライブ（2017年、ノベルゼロ）- イラスト：ERIMO、わいっしゅ
- やりなおし英雄の教育日誌（2017年 - 2018年、HJ文庫、全3巻）- イラスト：桑島黎音
- ワキヤくんの主役理論（2017年、MF文庫J、全2巻）- イラスト：すし*
- 命数世界シリーズ[1]
  - 滅びゆく世界と、間違えた彼女の救いかた（2019年 ノベルゼロ）- イラスト：雫綺一生
  - 死にゆく騎士と、ただしい世界の壊しかた（2019年 ノベルゼロ）- イラスト：雫綺一生
- 今はまだ「幼馴染の妹」ですけど。（2020年 - 2021年、MF文庫J、全4巻）- イラスト：あやみ
- ネームレス・レコード Hey ウル、世界の救い方を教えて（2022年、MF文庫J） - イラスト：GreeN
- 路地裏ストレンジャーズ（2024年 - 、ダンガン文庫〈電子書籍〉） - イラスト：comeo
- 君を「ナツキ」と呼ぶまでの物語（2024年 - 、MF文庫J、既刊1巻）- イラスト：ふわり

### コミック
- 異世界帰りの英雄曰く（2022年 - 2023年 コミックNewtype）原作（カクヨム掲載小説）

### ゲーム
- BATON=RELAY（2020年、i-tron）サブシナリオ

### オーディオドラマ
- 犯人がこの中にいるのなら（2019年、スタジオマウス）シナリオ[2]